# Ániz
Ániz (en euskera y oficialmente Aniz) es una localidad española perteneciente al municipio de Baztán, en la Comunidad Foral de Navarra. En el año 2015 contaba con una población de 79 habitantes.

## Demografía
| 2000 | 2001 | 2002 | 2003 | 2004 | 2005 | 2006 | 2007 | 2008 | 2009 | 2010 | 2011 | 2012 | 2013 | 2014 | 2015 |
| ---- | ---- | ---- | ---- | ---- | ---- | ---- | ---- | ---- | ---- | ---- | ---- | ---- | ---- | ---- | ---- |
| 60   | 61   | 61   | 64   | 61   | 60   | 69   | 68   | 65   | 69   | 73   | 77   | 77   | 74   | 75   | 79   |

## Situación
Se encuentra en el valle de Baztán a 37 km de Pamplona, la altitud es 376 metros.

## Templos religiosos
Iglesia parroquial dedicada a Nuestra Señora de la Asunción. En la escalinata de piedra que da acceso a la iglesia pueden observarse diversas piedras talladas que reciben el nombre de estelas discoidales y son en realidad monumentos funerarios.

## Fiestas
Las fiestas patronales se celebran el primer domingo del mes de octubre.